# Reinhold Conrad Muschler
Reinhold Conrad Muschler (auch: Reinhold Muschler, Reno Muschler; * 9. August 1882 in Berlin; † 10. Dezember 1957 ebenda) war ein deutscher Botaniker und Schriftsteller.

## Leben
Reinhold Conrad Muschler war der Sohn eines bayerischen Kammersängers. Nach dem Besuch eines Gymnasiums in Berlin unternahm er ausgedehnte Reisen in Europa und Afrika und begann ein Studium der Botanik. In den Jahren 1902 bis 1906 verbrachte Muschler wegen einer Tuberkulose-Erkrankung jeweils den Winter in Ägypten. Dort machte er die Bekanntschaft der Botaniker Georg Schweinfurth und Paul Ascherson, die ihn zur Beschäftigung mit der Pflanzenwelt Ägyptens anregten. Muschler studierte an der Berliner Universität bei Adolf Engler; 1907 promovierte er zum Doktor der Philosophie. 
Anschließend wirkte er als wissenschaftlicher Assistent am Botanischen Museum in Berlin-Dahlem. Zwischen 1906 und 1914 veröffentlichte er zahlreiche Arbeiten zur Botanik, in denen er zehn neue Gattungen und 380 neue Spezies beschrieb. Sein Hauptwerk war das 1912 erschienene Werk A manual flora of Egypt. Wegen dieses Werkes kam es nach der Veröffentlichung zu einem Skandal, da Muschler von seinen Botanikerkollegen Georg Schweinfurth und Adolf Engler mit Betrugsvorwürfen konfrontiert wurde. Ein Prozess gegen Muschler wurde wegen Erkrankung des Angeklagten abgebrochen; allerdings gab Muschler 1913 seine Tätigkeit in Berlin-Dahlem auf.
Während des Ersten Weltkriegs hielt sich Muschler in Ägypten auf. Nach seiner Rückkehr nach Deutschland lebte er ab 1919 als freier Schriftsteller und Musikkritiker in Berlin. Seit den 1920er Jahren war Muschler überzeugter Nationalsozialist, von 1932 bis 1937 Mitglied der NSDAP. 1933 ließ er sich von seiner jüdischen Ehefrau scheiden. Nach der nationalsozialistischen Machtergreifung veröffentlichte er mehrere Werke, in denen er seiner Begeisterung für Adolf Hitler und das neue Regime Ausdruck verlieh, darunter vor allem 1933 das Jugendbuch Adolf Hitler unser Führer und 1934 Das deutsche Führerbuch; beide Werke standen 1946 in der Sowjetzone auf der „Liste der auszusondernden Literatur“. Seit 1914 trägt eine Gattung der Korbblütler den botanischen Namen „Muschleria“.
Reinhold Conrad Muschlers seit den 1920er Jahren entstandenes belletristisches Werk umfasst Romane, Erzählungen und Biografien. Überaus erfolgreich war seine 1934 erschienene Novelle Die Unbekannte, in der der Autor die fiktive Lebensgeschichte der „Unbekannten aus der Seine“ erzählt und von der bereits in den 1930er Jahren mehr als 400.000 Exemplare verkauft wurden. 
Reinhold Conrad Muschler starb 1957 im Alter von 75 Jahren in Berlin. Sein Grab befindet sich auf dem Waldfriedhof Zehlendorf in Berlin-Nikolassee. Muschlers Nachlass ruht im Archiv der Berliner Akademie der Künste.

## Werke
- Systematische und pflanzengeographische Gliederung der afrikanischen Senecio-Arten, Leipzig 1908 (unter dem Namen Reinhold Muschler)
- Phanerogamen, Leipzig 1909 (unter dem Namen Reno Muschler, zusammen mit Ernst Gilg)
- A manual flora of Egypt, Berlin (unter dem Namen Reno Muschler)
  - 1 (1912)
  - 2 (1912)
- Reiseskizzen aus Unterägypten, Mainz 1915
- Douglas Webb, Leipzig 1921
- Der lachende Tod, Leipzig 1922
- Bianca Maria, Leipzig 1924
- Komödie des Lebens, Ludwigsburg 1924
- Richard Strauß, Hildesheim 1924
- Ferdinand Staeger, Leipzig 1925
- Friedrich der Große, Leipzig 1925
- Die Heilandin, Leipzig 1925
- Der Weg ohne Ziel, Leipzig 1926
- Basil Brunin, Leipzig 1928
- Insel der Jugend, Leipzig 1930
- Philipp zu Eulenburg, Leipzig 1930
- Die Prinzessin in der Sonne, Berlin 1930
- Ferdinand Staegers Kunst, Augsburg 1931
- Adolf Hitler unser Führer, Köln 1933
- Ein deutscher Weg, Leipzig 1933
- Klaus Schöpfer, Berlin 1933
- Liebe in Monte, Berlin 1933
- Die Tänzerin Jehudi, Berlin 1933
- Das deutsche Führerbuch, Berlin 1934
- Liebelei und Liebe, Berlin 1934
- Stätten deutscher Weihe, Berlin 1934
- Die Unbekannte, Wuppertal 1934
- Der Geiger, Berlin 1935
- Nofretete, Berlin 1935
- Sucher und Versucher, Leipzig 1935
- Flucht in die Heimat, Berlin 1936
- Ivola, Dresden 1936
- Die Welt ist voller Wunder, Dresden 1936
- Geburt der Venus, Berlin 1937
- Diana Beata, Berlin 1938
- Das Haus der Wünsche, Düsseldorf 1948
- Fahrt in den Frühling, Wien [u. a.] 1950
- Rettung ins Leben, Wien [u. a.] 1951
- Bekenntnisse, Wien [u. a.] 1952
- Venezianische Legende, Wien [u. a.] 1952
- Fremdling der Zeit, Wien [u. a.] 1953
- Santa Caecilia, Wien [u. a.] 1953
- Die am Rande leben, Wien [u. a.] 1954
- Gast auf Erden, Wien [u. a.] 1955
- Im Netz der Zeit, Wien [u. a.] 1956

## Herausgeberschaft
- Briefe von Annette von Droste-Hülshoff und Levin Schücking. Leipzig 1928
- Briefe von Levin Schücking und Louise von Gall. Leipzig 1928